# 新阿尔宾
新阿尔宾（英語：New Albin）為美国艾奥瓦州阿勒马基县城市，它位于该县东北部，靠近密西西比河与明尼苏达州交界处。总面积0.62平方公里，总人口522（2010年）。